# Sławomir Teper
Sławomir Jan Teper – polski okulista, chirurg witreoretinalny, profesor nauk medycznych. Profesor Katedry Okulistyki Wydziału Nauk Medycznych w Zabrzu Śląskiego Uniwersytetu Medycznego.

## Życiorys
Dyplom lekarski uzyskał w 2003 roku na Śląskiej Akademii Medycznej. Od 2006 roku pracuje na oddziale okulistycznym w Okręgowym Szpitalu Kolejowym w Katowicach, kierowanym przez prof. Edwarda Wylęgałę.
Stopień doktorski uzyskał w ŚUM w 2009 roku na podstawie rozprawy „Wpływ polimorfizmu Y402H genu czynnika H układu dopełniacza oraz A69S genu LOC 387715 na skuteczność leczenia neowaskularyzacji podsiatkówkowej u chorych ze zwyrodnieniem plamki związanym z wiekiem” (promotorem był prof. Edward Wylęgała). W 2010 roku zdał egzamin specjalizacyjny z okulistyki (kierownikiem jego specjalizacji był prof. E. Wylęgała). Habilitował się na macierzystej uczelni w 2016 roku na podstawie oceny dorobku naukowego i pracy pod tytułem „Obrazowanie siatkówki przy użyciu optycznej koherentnej tomografii u pacjentów ze zwyrodnieniem plamki związanym z wiekiem z uwzględnieniem aspektu genotypowo-fenotypowego”. 
W 2024 otrzymał tytuł naukowy profesora nauk medycznych i nauk o zdrowiu.
Swoje prace publikował w czasopismach krajowych i zagranicznych, m.in. w „Cornea", „British Journal of Ophthalmology", „Ophthalmology" oraz „Molecular Vision".
Jest prezesem katowickiej Fundacji Polska Akademia Okulistyki założonej przez prof. Edwarda Wylęgałę.